# Juan Luis Irazusta
 (août 2016).
Si vous disposez d'ouvrages ou d'articles de référence ou si vous connaissez des sites web de qualité traitant du thème abordé ici, merci de compléter l'article en donnant les références utiles à sa vérifiabilité et en les liant à la section « Notes et références ».
Pour les articles homonymes, voir Irazusta.
Juan Luis Irazusta Adarraga, né le 28 mai 1948 à Hernani (province du Guipuscoa, Espagne), est un footballeur espagnol qui jouait au poste de gardien de but dans les années 1970 et 1980.

## Biographie
Juan Luis Irazusta commence sa carrière avec le club d'Hernani lors de la saison 1966-1967. En 1967, il rejoint l'Atlètic Catalunya.
En 1969, il joue deux matches amicaux avec le FC Barcelone. Il joue la saison 1970-1971 avec le Barça Atlètic.
Il est prêté au CE Sabadell pour la saison 1971-1972.
En 1972, il rejoint le Real Saragosse où il reste 11 saisons, jusqu'en 1983, alternant comme titulaire ou remplaçant.
Le bilan de sa carrière professionnelle dans les championnats espagnols (D1 / D2) s'élève à 161 matchs joués, pour 213 buts encaissés.